# Kavlaklar, Pınarbaşı
Kavlaklar là một xã thuộc huyện Pınarbaşı, tỉnh Kayseri, Thổ Nhĩ Kỳ. Dân số thời điểm năm 2008 là 139 người.